# Бражниково (Можайский район)
Бражниково — деревня в Можайском районе Московской области в составе сельского поселения Дровнинское. Численность постоянного населения по Всероссийской переписи 2010 года — 33 человека. До 2006 года Бражниково входило в состав Дровнинского сельского округа.
Деревня расположена на западе района, примерно в 9 км к западу от Уваровки, у истока реки Лусянка, высота центра над уровнем моря 252 м. Ближайшие населённые пункты — Цветковский и Бобры на юго-западе и Лусось — на северо-востоке.